# 吉尔伯特和埃利斯群岛
吉爾伯特和埃利斯群島（英語：Gilbert and Ellice Islands）自1892年起是英國的保護國，1916年起成為殖民地，直至1976年1月1日群島分割為兩個殖民地後不久獨立為止。1974年12月舉行了一場公投決定吉爾伯特群島和埃利斯群島應否設立各自的政府。作為公投的結果，吉爾伯特和埃利斯群島殖民地在1976年1月1日不復存在，各自獨立為基里巴斯和圖瓦盧。